# Augustin Boscher-Delangle
Pour les articles homonymes, voir Boscher et Delangle.
Augustin Boscher-Delangle, né le 13 mai 1840 à Loudéac (Côtes-du-Nord) et mort le 27 janvier 1912 à Loudéac, est un homme politique français.

## Biographie
Banquier à Loudéac, il est maire de la ville et conseiller général en 1881. La même année, il est élu député des Côtes-du-Nord, comme candidat conservateur, mais son élection est invalidé, et son adversaire, de Janzé, est réélu en 1882. Il retrouve son siège de 1885 à 1889, siégeant à l'extrême-droite.

## Sources
- « Augustin Boscher-Delangle », dans Adolphe Robert et Gaston Cougny, Dictionnaire des parlementaires français, Edgar Bourloton, 1889-1891 [détail de l’édition]